# Kostel svaté Markéty (Suchohrdly u Miroslavi)
Kostel svaté Markéty(Antiochijské) je římskokatolický chrám v obci Suchohrdly u Miroslavi v okrese Znojmo. Je chráněn jako kulturní památka České republiky.
Kostel představuje jednolodní stavbu s kněžištěm zakončeným polygonálním závěrem (pěti stranami osmiúhelníka), s věží před západním průčelím s vyzděným jehlanem, kaplí Božího hrobu, při jižní straně kněžiště s vedlejšími prostorami. Pozdněgotická stavba s účelovými úpravami v 17. století představuje dominantu obce.
V druhé polovině 17. století je kostel v písemných pramenech zmiňován jako zpustošený. V roce 1663 zažila totiž zdejší krajina vpád Turků a Tatarů, toulavé loupeživé hordy a místní zloději dokonali dílo zkázy, obec úplně zpustla. Při pozdějších opravách došlo k zaklenutí (valenou klenbou), zbudování točitého schodiště a nového vstupu v podvěží a naopak zazdění starého bočního portálu. Zcela obnoven byl až na počátku 19. století.
V roce 2013 začala oprava vnějších omítek spojená s průzkumem a dokumentací zdiva.

Jde o filiální kostel farnosti Miroslav.

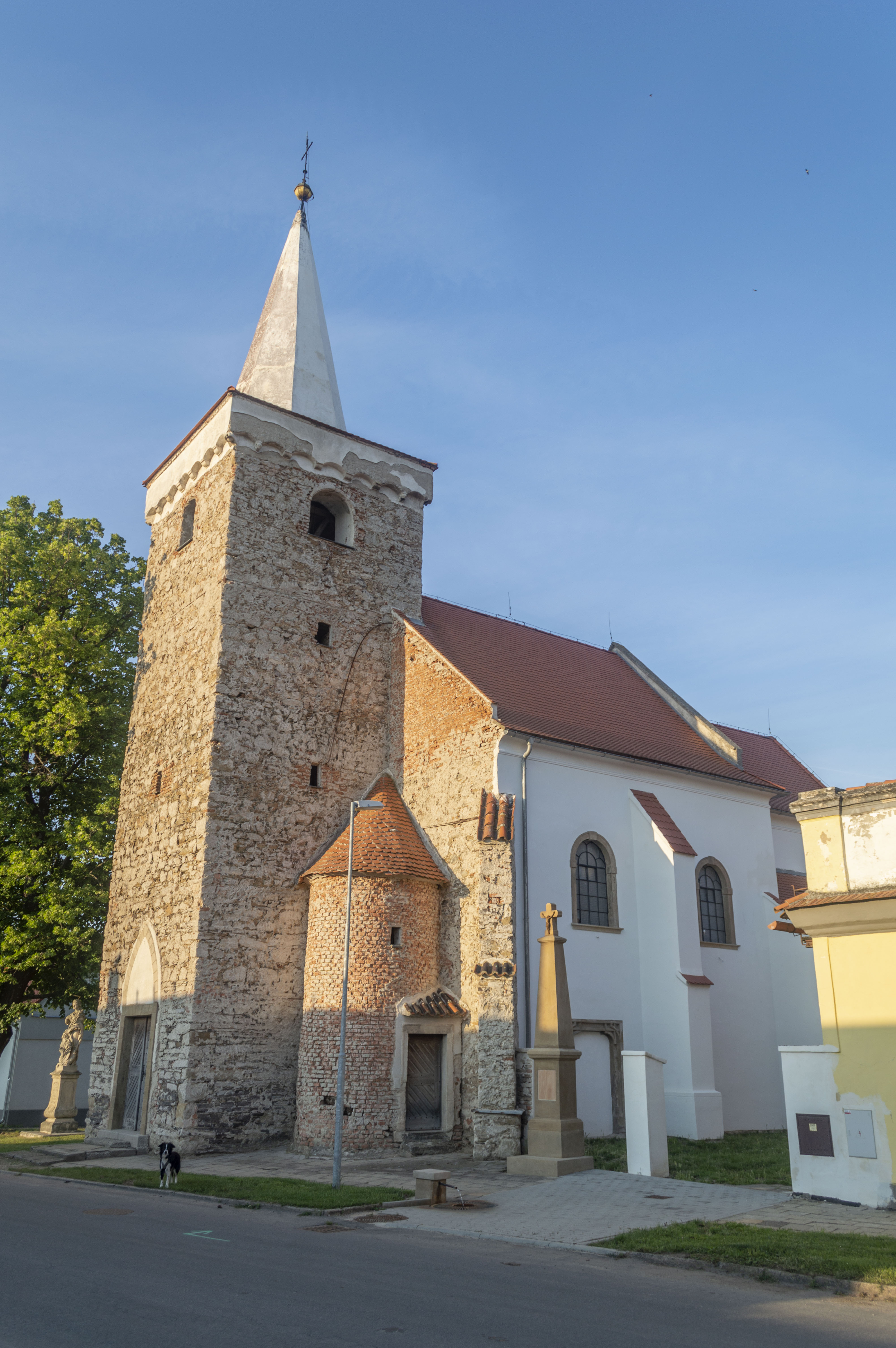
Kostel z jihozápadu
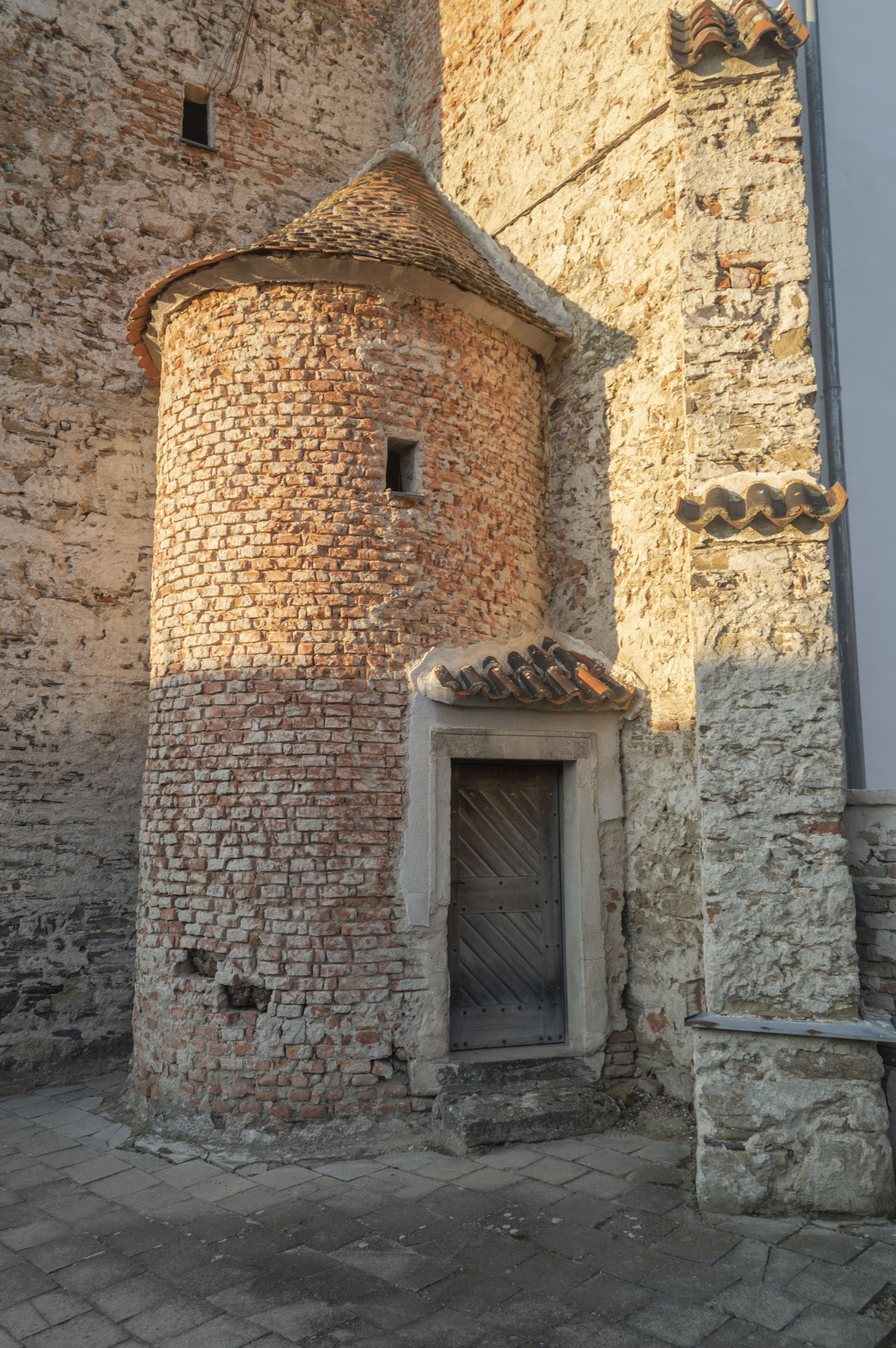
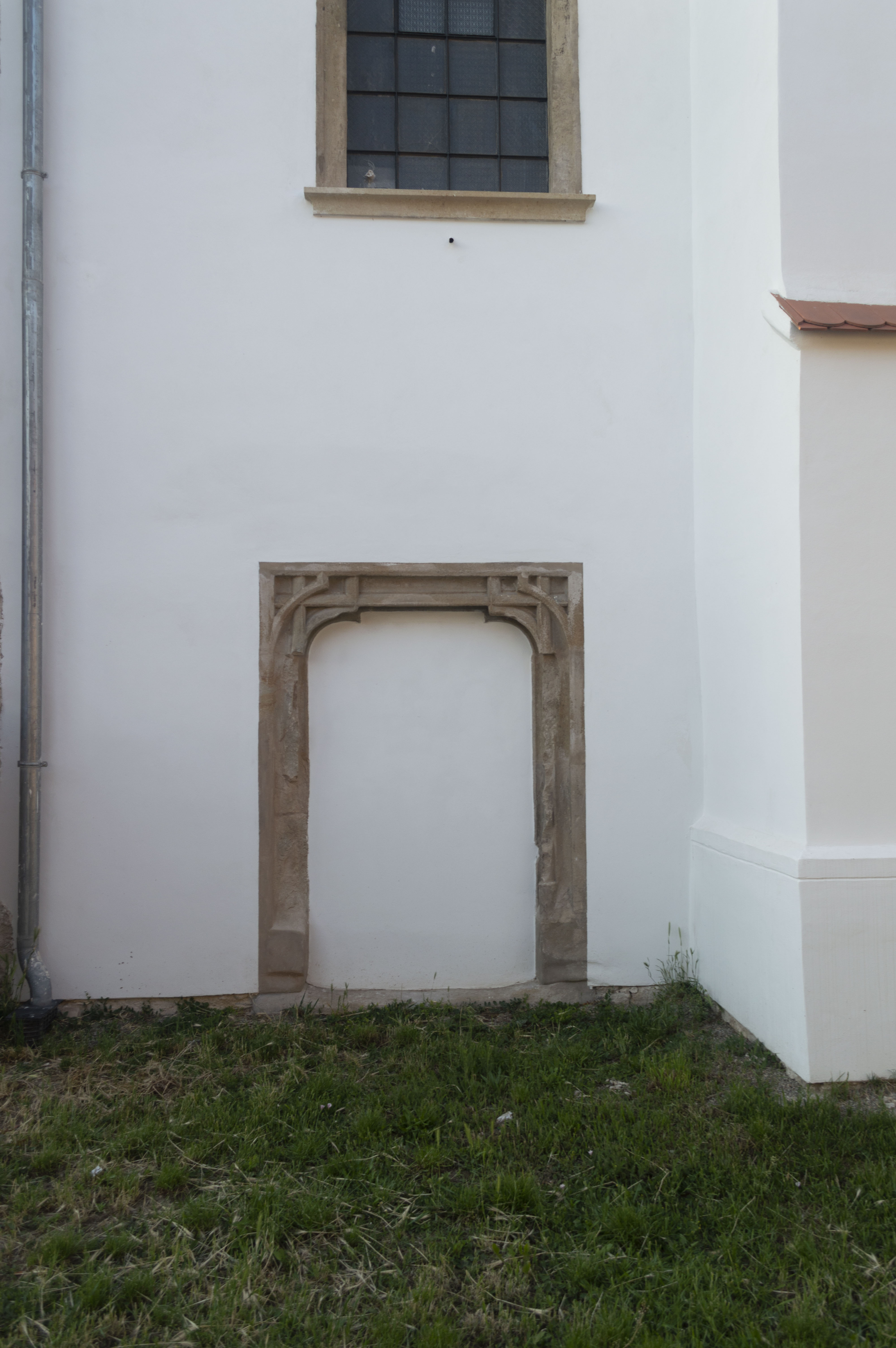
Gotický portál
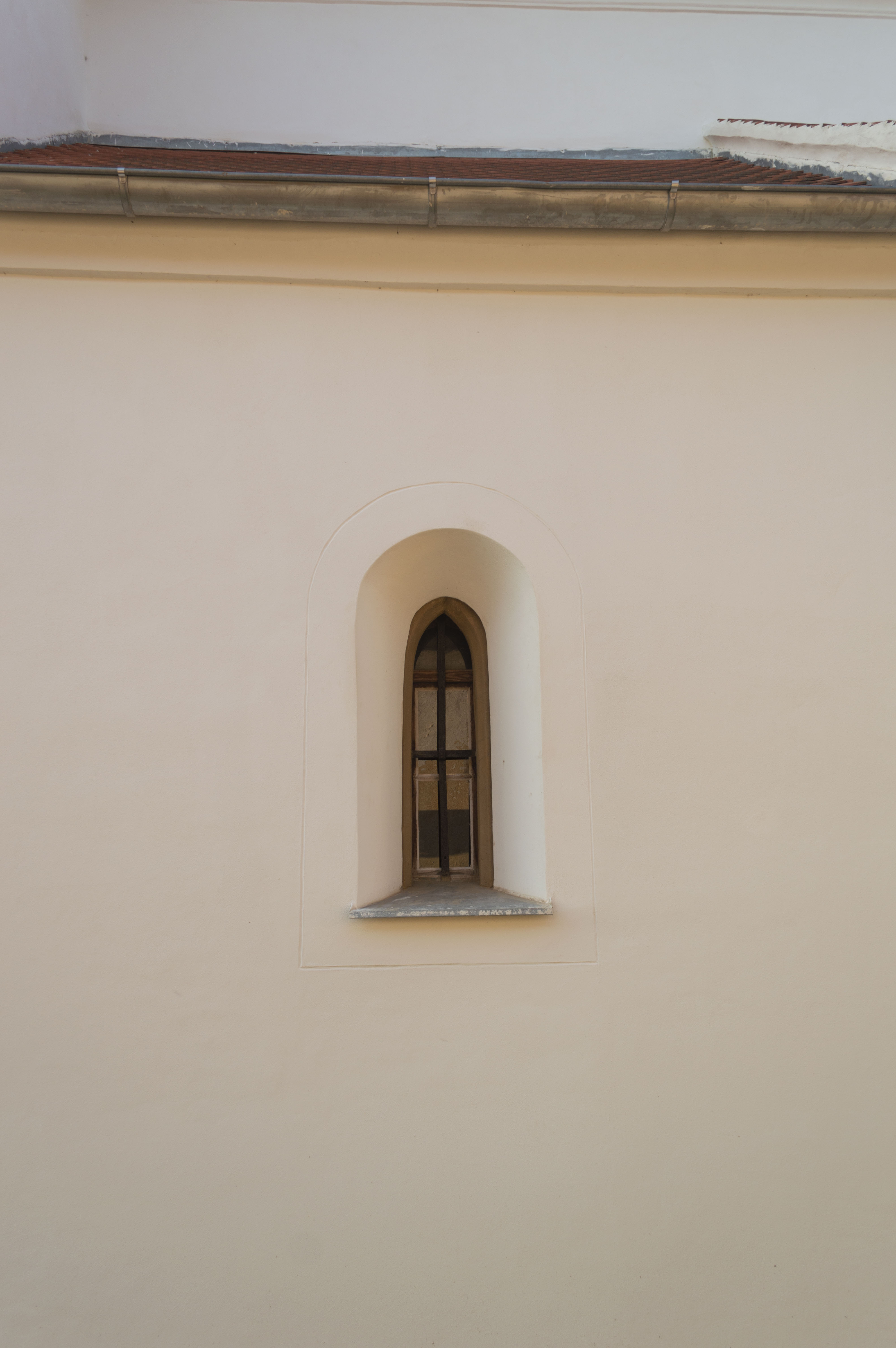
Gotické okénko na jižní straně
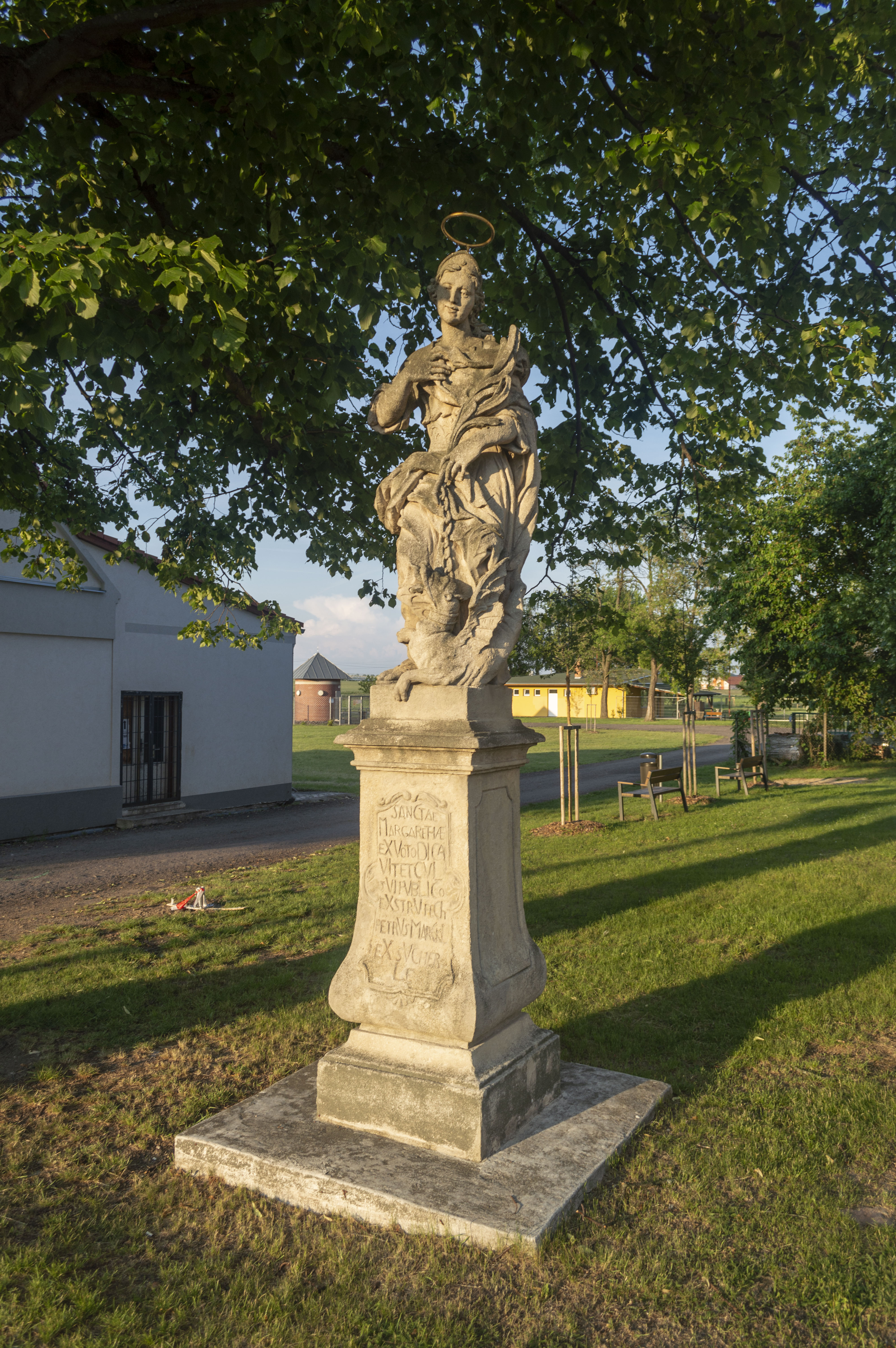
Socha sv. Markéty vedle kostela od Josefa Leonarda Webera z roku 1734.